# Biserica Toma Cozma din Iași
Biserica Toma Cozma din Iași se află în cartierul Păcurari la intersecția străzilor Toma Cozma și Școalei, într-o zonă cunoscută acum două secole ca „dealul Muntenimii”.
Biserica a fost construită în 1807 de către banul Toma Cozma și soția sa, Ecaterina. Ctitor este considerată a fi și Maria Apostol Anastasiu Chetreanca (sau Ketreanca), care, în 1847, a sponsorizat renovarea radicală a bisericii și construcția turnului clopotniță. 
Biserica are două hramuri: „Sf. Apostol Toma” (Duminica Tomei, după Paști) și „Sf. Mare Mucenică Ecaterina” (25 noiembrie), corespunzătoare prenumelor celor doi ctitori principali ai lăcașului de cult.

## Evoluție
Biserica ctitorită de Toma Cozma împreună cu soția sa Ecaterina avea o formă simplă, fără turle și era de dimensiuni reduse. În 1924, prăbușindu-se o parte din bolta pronaosului, se impunea o refacere substanțială; prin lucrările efectuate între anii 1930-1932 s-a reconstruit turnul din cărămidă, s-au realizat contraforturile exterioare și balconul interior pentru cor. Cel de-al doilea ctitor al bisericii, Maria Anastasiu Apostol Ketreanca, cu prilejul reparației făcute în anul 1847, a extins pronaosul, a construit „veșmentăria” de pe latura sudică, a adăugat bisericii turnul clopotniță și a ridicat un zid împrejmuitor, așa cum rezultă din pisania de pe peretele de vest al bisericii. În timpul celui de-al doilea război mondial, datorita amplasării în zona de încartiruire a trupelor germane, biserica a fost afectată de bombardamentul din 20 august 1944, mai ales in zona altarului, fiind refăcută între anii 1950-1954. Între anii 1980-1982, după cutremurul din 1977, s-au efectuat mai multe lucrări, cea mai importantă fiind consolidarea turnului clopotniță, conferindu-se bisericii înfățișarea ei actuală.

## Arhitectură
Biserica este zidită din piatră aparentă, în plan trilobat, cu două puternice contraforturi. Altarul și absidele laterale sunt de formă circulară atât la interior, cât și la exterior. Prin construcția turnului clopotniță, spațiul de la baza acestuia a completat în mod original spațiile inițiale - altar, naos si pronaos - adăugându-se apoi și un mic pridvor. Biserica deține icoane pictate de portretistul Giovanni Schiavonni (1804-1848), profesor la Academia Mihăileană în perioada 1837-1838, făcute la comanda mitropolitului Veniamin Costache, precum si o icoană zugrăvită de Octav Băncilă și reprezentându-i pe Sf. Petre și Ioan.

## În jurul bisericii
Mai multe instituții de cultură au funcționat în incinta bisericii de-a lungul timpului. În secolul al XIX-lea a funcționat Școala Păcurari nr. 1, de unde și numele străzii adiacente, strada Școalei, care face legătura între strada Păcurari și strada Toma Cozma.
Tot aici, pentru o perioadă scurtă de timp, s-au ținut și cursurile Școlii Primare de Băieți nr. 1. Se spune că Ion Creangă a fost învățător și diacon al bisericii în perioada respectivă.
În perioada interbelică a funcționat în incinta bisericii Ateneul Popular din Păcurari „Toma Cozma”.